# Eupithecia palmata
Eupithecia palmata là một loài bướm đêm trong họ Geometridae.